# Mélanie Laurent
Mélanie Laurent ([melani loʁɑ̃]ⓘ París, 21 de febrero de 1983) es una actriz, cantante, directora y escritora francesa, ganadora del Premio César a la mejor actriz en 2006 y los premios Lumière, Étolie D´Or y Romy Schneider en 2007 como mejor revelación femenina y actriz emergente. Su actuación en 2009 en la película Inglourious Basterds le valió excelentes críticas y ser reconocida a nivel mundial. Mélanie es judía, de ancestros sefardíes y asquenazíes.

## Biografía
Mélanie Laurent es hija de un actor de doblaje francés y de una profesora de baile. Sin proponerse convertirse en una actriz, a pesar de desenvolverse en el ambiente artístico, tuvo en 1998 la oportunidad de conocer al actor Gérard Depardieu quien la invitó a participar en un film llamado Un puente entre dos ríos lo que sirvió para que definiera su futuro.
Participó en 2002 en varias películas que llamaron la atención de los críticos y en 2005, en un film llamado De latir mi corazón se ha parado, de Jacques Audiard, ganó una creciente reputación como actriz dramática.
Su interpretación de Elise "Lili" Tellier en la película Je vais bien, ne t'en fais pas fue galardonada con el premio César a la actriz revelación en 2007. Ese mismo año ganó otros premios, como el Lumière, el Romy Schneider Prix y el galardón Étoile D´Or como la mejor revelación femenina. 
Su debut tras las cámaras fue con el cortometraje De moins en moins, nominado a la Palma de Oro en el Festival de Cannes. En 2011, dirigió y protagonizó el drama Les adoptés (The Adopted) junto a Marie Denarnaud y Denis Ménochet. Su segundo filme, Respire, fue nominado al Queer Palm. 
También incursionó al campo de la música en 2011, al grabar su primer álbum con el cantante irlandés Damien Rice, con el título En t'attendant.

## Vida personal
Fue pareja del cantante irlandés Damien Rice. En 2013 se casó, y nació su primer hijo, Léo, en septiembre de 2013.
Es judía, de familia comunista, de los barrios populares de París. Cuando era joven asistió a varias movilizaciones contra el Frente Nacional y por el movimiento homosexual.

## Filmografía

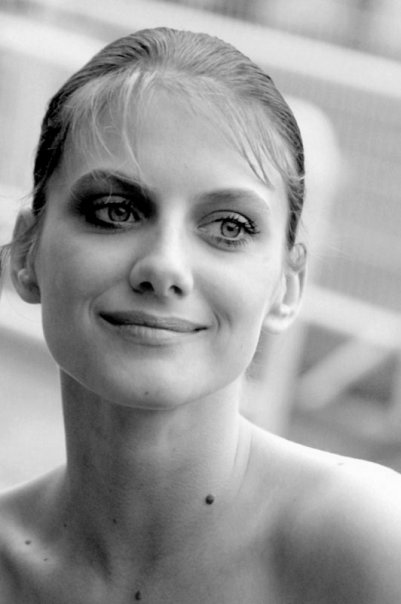
Mélanie Laurent en 2008.

### Cine y televisión
| Cine       | Cine                               | Cine                                  | Cine                               | Cine |
| Año        | Película                           | Rol                                   | Director                           | Notas |
| ---------- | ---------------------------------- | ------------------------------------- | ---------------------------------- | --- |
| 1999       | Un pont entre deux rives           | Lisbeth                               | Frédéric Auburtin Gérard Depardieu | |
| 2001       | Ceci est mon corps                 | Clara                                 | Rodolphe Marconi                   | |
| 2002       | Embrassez qui vous voudrez         | Carole                                | Michel Blanc                       | |
| 2003       | La faucheuse                       | Isabelle                              | Vincenzo Marano Patrick Timsit     | Cortometraje |
| 2003       | Snowboarder                        | Célia                                 | Olias Barco                        | |
| 2004       | Une vie à t'attendre               | The girl at the factory               | Thierry Klifa                      | |
| 2004       | Hainan ji fan                      | Sabine                                | Kenneth Bi                         | |
| 2004       | Le dernier jour                    | Louise                                | Rodolphe Marconi                   | |
| 2005       | De battre mon coeur s'est arrêté   | Minskov's Girlfriend                  | Jacques Audiard                    | |
| 2005       | Les visages d'Alice                | Alice                                 | David Ungaro                       | Cortometraje |
| 2006       | Indigènes                          | Marguerite                            | Rachid Bouchareb                   | |
| 2006       | Dikkenek                           | Natacha                               | Olivier Van Hoofstadt              | Étoiles d'Or a la mejor actriz recién llegada |
| 2006       | Je vais bien, ne t'en fais pas     | Élise "Lili" Tellier                  | Philippe Lioret                    | César a la mejor actriz revelación Lumière Award a la actriz joven más prometedora Étoiles d'Or a la mejor actriz recién llegada Nominada - Premo NRJ al Mejor Talento Joven en una Película Debut |
| 2007       | L'amore nascosto                   | Sophie                                | Alessandro Capone                  | |
| 2007       | Le tueur                           | Stella                                | Cédric Anger                       | |
| 2007       | Beluga                             |                                       | Jean-Marc Fabre                    | |
| 2007       | La chambre des morts               | Lucie Hennebelle                      | Alfred Lot                         | Nominada - Lumière Award a la Mejor Actriz |
| 2008       | Paris                              | Laetitia                              | Cédric Klapisch                    | |
| 2008       | Voyage d'affaires                  | Hotel receptionist                    | Sean Ellis                         | Cortometraje |
| 2009       | Jusqu'à toi                        | Chloé                                 | Jennifer Devoldère                 | |
| 2009       | Inglourious Basterds               | Shoshanna Dreyfus / Emanuelle Mimieux | Quentin Tarantino                  | Austin Film Critics Association Award a la Mejor Actriz Broadcast Film Critics Association Award al mejor cast Central Ohio Film Critics Association por el mejor conjunto Online Film Critics Society Award a la mejor actriz Screen Actors Guild Award al mejor reparto Phoenix Film Critics Society Award al mejor reparto San Diego Film Critics Society Award al mejor reparto Nominada – Detroit Film Critics Society Award a la Mejor Actriz de reparto Nominada – Detroit Film Critics Society Award al mejor conjunto Nominada – Empire Award a la Mejor Actriz Nominada – San Diego Film Critics Society Award a la Mejor Actriz de reparto Nominada – Saturn Award a la Mejor Actriz Nominada – St. Louis Gateway Film Critics Association Award a la Mejor Actriz de reparto Nominada - Central Ohio Film Critics Association a la Mejor Actriz de reparto (2.º lugar) |
| 2009       | Le Concert                         | Anne-Marie Jacquet                    | Radu Mihăileanu                    | |
| 2010       | La rafle                           | Annette Monod                         | Rose Bosch                         | |
| 2011       | Beginners                          | Anna                                  | Mike Mills                         | Gotham Awards al mejor conjunto Nominada – San Diego Film Critics Society Award a la Mejor Actriz de reparto |
| 2011       | Pollen                             | Narradora                             | Louis Schwartzberg                 | |
| 2011       | Requiem pour une tueuse            | Lucrèce                               | Jérôme Le Gris                     | |
| 2011       | Et soudain tout le monde me manque | Justine Dhrey                         | Jennifer Devoldère                 | Newport Beach Film Festival a la Mejor Actriz |
| 2011       | Les adoptés                        | Lisa                                  | Mélanie Laurent                    | |
| 2013       | Night Train to Lisbon              | Young Estefania                       | Bille August                       | |
| 2013       | Now You See Me                     | Alma Dray                             | Louis Leterrier                    | |
| 2014       | Aloft                              | Jannia Ressmore                       | Claudia Llosa                      | |
| 2014       | Enemy                              | Mary                                  | Denis Villeneuve                   | |
| 2014       | Lucid Dreams: The Making of Enemy  |                                       | Peter Ventrella                    | Cortometraje |
| 2015       | Boomerang                          | Agathe Rey                            | François Favrat                    | |
| 2015       | By the Sea                         | Lea                                   | Angelina Jolie                     | |
| 2016       | Eternity                           | Mathilde                              | Tran Anh Hung                      | |
| 2016       | Paris Prestige                     | Margot                                | Hamé Bourokba, Ekoué Labitey       | |
| 2018       | Operation Finale                   | Hanna                                 | Chris Weitz                        | |
| 2018       | Mia et le Lion blanc               | Alice Owen                            | Gilles de Maistre                  | |
| 2019       | 6 Underground                      | Two                                   | Michael Bay                        | |
| 2021       | Oxygène                            | Elizabeth Hansen / Omicron 267        | Alexandre Aja                      | |
| 2021       | Le bal des folles                  | Geneviève Gleizes                     | Mélanie Laurent                    | |
| 2023       | Murder Mystery 2                   | Claudette                             | Jeremy Garelick                    | |
| 2023       | Voleuses                           | Carole                                | Mélanie Laurent                    | |
| Televisión |                                    |                                       |                                    | |
| 1998       | Les malheurs de Sophie             | Young Madeleine de Fleurville         |                                    | Serie de televisión (Episodio: "Retour en France") |
| 2000       | Route de nuit                      | Francesca                             | Laurent Dussaux                    | Telefilme |
| 2003       | Jean Moulin, une affaire française | Young Alice Arguel                    | Pierre Aknine                      | Telefilme |

### Directora y escritora
| 2008 | De moins en moins     | Cortometraje (guion)  |
| 2008 | X Femmes              | Episodio: À ses pieds |
| 2011 | Les adoptés           | escenario y diálogo   |
| 2012 | Surpêche              | Documental corto      |
| 2014 | Respire               | Dirección             |
| 2015 | Mañana                | Dirección             |
| 2018 | Galveston             | Dirección             |
| 2021 | The Nightingale       | Dirección             |
| 2021 | El baile de las locas | Dirección             |

### Teatro
- 2010: Promenade de santé de Nicolas Bedos, dirigida por el autor, Teatro Pépinière

## Discografía
- 2011: En t'attendant

## Premios

### Premios del Sindicato de Actores
| Año  | Categoría     | Película             | Resultado |
| ---- | ------------- | -------------------- | --------- |
| 2009 | Mejor Reparto | Inglourious Basterds | Ganadora  |

### Premios César
| Año  | Categoría                          | Película                       | Resultado |
| ---- | ---------------------------------- | ------------------------------ | --------- |
| 2007 | César a la mejor actriz revelación | Je vais bien, ne t'en fais pas | Ganadora  |

### Festival de Cannes
| Año  | Categoría                          | Película          | Resultado |
| ---- | ---------------------------------- | ----------------- | --------- |
| 2008 | Palma de Oro al mejor cortometraje | De moins en moins | Nominada  |